# اوچ‌اوغلان
یوچگلن (به لاتین: Uchoglan) یک منطقهٔ مسکونی در جمهوری آذربایجان است که در شهرستان آقدام واقع شده‌است.